# Rachael Ellering
Rachael K. Ellering (nacida el 28 de diciembre de 1992) es una luchadora profesional estadounidense, quien actualmente trabaja para Impact Wrestling. Es conocida por su breve paso en WWE en el territorio de desarrollo NXT bajo el nombre de Rachael Evers.
Entre sus logros ha sido una vez Campeona Knockouts en Parejas de Impact (con Jordynne Grace en una ocasión).

## Carrera

### Primeros años (2015-2016)
Ellering se entrenó en la Storm Wrestling Academy y se graduó en diciembre de 2015. Debutó en Prairie Wrestling Alliance el 21 de noviembre de 2015, en un combate con Lance Storm contra Brett Morgan y Gisele Shaw. Ellering hizo su debut en Shine Wrestling en Shine 34 en un combate ganado por Tessa Blanchard. En una revancha en Shine 35, Ellering ganó.
Ellering hizo apariciones en Impact Wrestling inicialmente en las grabaciones de televisión del 2 de marzo de 2017 compitiendo en un combate contra Sienna siendo derrotada. Al día siguiente, Ellering compitió en la serie de pago por evento One Night Only de la compañía, Knockouts Knockdown 2017 contra Laurel Van Ness volviendo a ser derrotada.

### WWE (2016-2020)
Ellering hizo su debut en la WWE en NXT el 28 de abril de 2016, grabando, en un combate ganado por Alexa Bliss. Ellering regresó a NXT en el episodio del 14 de septiembre bajo el nombre de Rachael Fazio, perdiendo un combate ante Liv Morgan, y el 11 de noviembre, perdiendo ante Ember Moon. El 3 de mayo de 2017, Ellering participó en la batalla real de un contendiente número uno, pero fue eliminado por Aliyah. En el episodio del 21 de junio, se enfrentó a Sonya Deville siendo derrotada.
El 13 de julio de 2017, Ellering, bajo el nombre de ring Rachael Evers, ingresó al torneo Mae Young Classic, derrotando a Marti Belle en su primera ronda. Al día siguiente, Evers fue eliminado del torneo en la segunda ronda por Abbey Laith. En 2018, Evers fue anunciado como uno de los competidores en el segundo Mae Young Classic; fue derrotada por Hiroyo Matsumoto en la primera ronda.
En enero de 2019 se reveló que Ellering firmó con WWE y comenzaría a aparecer en NXT. Poco después, comenzó a aparecer en eventos de NXT con su nombre real. El 28 de julio de 2019, Ellering sufrió un desgarro de ligamento cruzado anterior en un evento en vivo de NXT que la dejó de lado durante más de un año. En mayo de 2020, Ellering fue liberada de su contrato con la WWE junto con varias otras superestrellas debido a los recortes presupuestarios derivados de la pandemia por COVID-19.

### All Elite Wrestling (2020)
El 10 de agosto de 2020, Ellering hace su primera participación en la empresa All Elite Wrestling (AEW) en el torneo de Women's Tag Team Cup Tournament: The Deadly Draw haciendo equipo con Dasha Gonzalez cayendo derrotadas por Diamante e Ivelisse en la primera ronda. La noche siguiente, Ellering hizo su debut en AEW Dark en el episodio del 11 de agosto siendo derrotada contra Penelope Ford.

### Impact Wrestling (2021-2022)
Ellering hizo su debut en Impact Wrestling el 22 de abril de 2021 salvando a Jordynne Grace de una paliza de Fire 'N Flava (Kiera Hogan & Tasha Steelz), Grace anunció que Ellering sería su compañera de equipo en Rebellion. En el evento del 25 de abril, Ellering y Grace derrotaron a Fire 'N Flava ganando el Campeonato Knockouts en Parejas de Impact.
Durante el mes de enero, no formó parte de las grabaciones de Impact!, por lo que en febrero, se informó que salió de la compañía.

### Circuito Independiente (2022-presente)
En JCP Ric Flair's Last Match, se enfrentó a Jordynne Grace y a Deonna Purrazzo por el Campeonato Mundial Knockouts de Impact, sin embargo perdió. En T-Mart Promotions: The Gathering III, se enfrentó a Kamille por el Campeonato Mundial Femenino de NWA, sin embargo perdió.

#### Ring Of Honor (2023)
En el ROH On Honor Club emitido el 8 de junio, se enfrentó a Willow Nightingale por el Campeonato Femenino STRONG de NJPW, sin embargo perdió.

## Vida personal
Ellering es la hija de Paul Ellering.

## En lucha
- Movimientos finales
  - TKO — Total Knock Out (Fireman's carry cutter)

- Movimientos en firma
  - Bicycle kick
  - Big boot
  - Bosswoman Slam (Spinning side slam)
  - Discus elbow smash
  - European uppercut
  - Senton
  - Spinebuster, sometimes with a pop-up
  - Springboard spinning leg drop
  - STO
  - Superman punch

## Campeonatos y logros
- Impact Wrestling
  - Impact Knockouts Tag Team Championship (1 vez) – con Jordynne Grace

- Maverick Pro Wrestling
  - MPW Women's Championship (1 vez)[17]

- Pro Wrestling Magic
  - PWM Women's Championship (1 vez)[18]

- Resistance Pro Wrestling
  - RPW Women's Championship (1 vez)[19]

- WrestleCircus
  - WrestleCircus Lady of the Ring Championship (1 vez)[20]

- Pro Wrestling Illustrated
  - Situada en el Nº90 en el PWI Female 100 en 2018.
  - Situada en el Nº87 en el PWI Female 100 en 2019.